# Bacillus anthracis
Bacillus anthracis je povzročitelj antraksa — pogoste bolezni živine in občasno ljudi — in edini obligatni patogen iz rodu Bacillus. Gre za grampozitivno, endosporogeno, paličasto bakterijo s širino od 1 do 1,2 mikrometra in dolžino od 3 do 5 µm. Raste lahko v običajnem hranilnem mediju v aerobnih ali anaerobnih razmerah.
Bacillus anthracis je ena od maloštevilnih vrst bakterij, ki sintetizirajo polipeptidno kapsulo (poli-D-gama-glutamat). Tako kot Bordetella pertussis tudi ta vrsta tvori od kalmodulina odvisni adenilat-ciklazni eksotoksin, imenovan edemski faktor. Genotipsko in fenotipsko je podobna vrstama Bacillus cereus in Bacillus thuringiensis. Vse tri vrste imajo podobno celično velikost in obliko. Vse tvorijo ovalne spore, ki ležijo centralno v nenabreklem sporangiju. Spore B. anthracis so izjemno odporne in preživijo več desetletij ali stoletij kljub ekstremnim temperaturam, pomanjkanju hranil ali intenzivnim kemičnim dejavnikom.

## Galerija
- Bacillus anthracis spada v skupino sevov Bacillus cereus.
- Zgradba bakterije Bacillus anthracis
- Elektronska mikrografija bakterij vrste Bacillus anthracis